# Fußball-Weltmeisterschaft 2018/Island
Dieser Artikel behandelt die isländische Fußballnationalmannschaft bei der Fußball-Weltmeisterschaft 2018. Island nahm zum ersten Mal an der Endrunde und nach der EM-Teilnahme 2016 zum zweiten Mal an einem großen Fußballturnier teil. Island löste damit Trinidad & Tobago als WM-Teilnehmerland mit den wenigsten Einwohnern ab und war mit 334.000 Einwohnern der erste WM-Teilnehmer mit weniger als 1 Million Einwohnern.

## Qualifikation
Die Mannschaft qualifizierte sich über die Qualifikationsspiele des europäischen Fußballverbandes UEFA für die Weltmeisterschaft in Russland.

### Spiele
Island traf in der Gruppe I auf Kroatien, die Ukraine, die Türkei, Finnland und das Kosovo, das nach dessen FIFA-Beitritt nachträglich der Gruppe zugeordnet wurde. In den zehn daraus entstandenen Begegnungen trug die isländische Mannschaft sieben Siege davon. Einmal – im ersten Spiel – spielten sie remis und zwei Spiele wurden verloren. Island lieferte sich lange ein Kopf-an-Kopf-Rennen mit Kroatien, aber auch die Ukraine und die Türkei hatten vor den beiden letzten Spielen noch Chancen auf den Gruppensieg oder zumindest Platz 2. Entscheidend war dann der Sieg der Isländer in der Türkei bei gleichzeitigem Punktverlust der Kroaten gegen Finnland. Damit hatten es die Isländer am letzten Spieltag gegen Schlusslicht Kosovo in der eigenen Hand für den Gruppensieg zu sorgen. Die Ukraine verspielte dann Platz 2 durch eine Heimniederlage gegen Kroatien.
Insgesamt setzte Nationaltrainer Heimir Hallgrímsson, der nach der EM das Amt alleinverantwortlich ausübt, 22 Spieler ein, von denen 18 auch schon im EM-Kader standen. Keine qualifizierte Mannschaft kam mit weniger Spielern aus. Drei Spieler – Birkir Már Sævarsson, Gylfi Sigurðsson und Ragnar Sigurðsson – kamen in allen zehn Spielen zum Einsatz. Beste Torschützen waren Gylfi Sigurðsson mit vier und Alfreð Finnbogason mit drei Toren, die er in den ersten drei Spielen erzielte. Insgesamt erzielten acht Isländer zumindest ein Tor, zudem profitierten sie von einem Eigentor eines türkischen Spielers. Die 16 Tore sind die geringste Zahl unter allen europäischen Gruppensiegern.
| Datum      | Spielort  | Gastgeber |   | Gast     | Ergebnis  | Torschützen für Island                                                  |
| ---------- | --------- | --------- | - | -------- | --------- | ----------------------------------------------------------------------- |
| 05.09.2016 | Kiew      | Ukraine   | – | Island   | 1:1 (1:1) | Alfreð Finnbogason (5.)                                                 |
| 06.10.2016 | Reykjavík | Island    | – | Finnland | 3:2 (1:2) | Kári Árnason (37.), Alfreð Finnbogason (90.), Ragnar Sigurðsson (90+5.) |
| 09.10.2016 | Reykjavík | Island    | – | Türkei   | 2:0 (2:0) | Ömer Toprak (41./Eigentor), Alfreð Finnbogason (44.)                    |
| 12.11.2016 | Zagreb    | Kroatien  | – | Island   | 2:0 (1:0) |                                                                         |
| 24.03.2017 | Shkodra   | Kosovo    | – | Island   | 1:2 (0:2) | Björn Sigurðarson (25.), Gylfi Sigurðsson (35./Elfmeter)                |
| 11.06.2017 | Reykjavík | Island    | – | Kroatien | 1:0 (0:0) | Hörður Magnússon (90.)                                                  |
| 02.09.2017 | Tampere   | Finnland  | – | Island   | 1:0 (1:0) |                                                                         |
| 05.09.2017 | Reykjavík | Island    | – | Ukraine  | 2:0 (0:0) | Gylfi Sigurðsson (47., 66.)                                             |
| 06.10.2017 | Eskişehir | Türkei    | – | Island   | 0:3 (0:2) | Jóhann Guðmundsson (32.), Birkir Bjarnason (39.), Kári Árnason (49.)    |
| 09.10.2017 | Reykjavík | Island    | – | Kosovo   | 2:0 (1:0) | Gylfi Sigurðsson (40.), Jóhann Guðmundsson (68.)                        |

### Abschlusstabelle der Qualifikationsrunde
| Pl. | Mannschaft | Sp. | S | U | N | Tore    | Diff. | Punkte |
| --- | ---------- | --- | - | - | - | ------- | ----- | ------ |
| 1.  | Island     | 10  | 7 | 1 | 2 | 016:700 | +9    | 22     |
| 2.  | Kroatien   | 10  | 6 | 2 | 2 | 015:400 | +11   | 20     |
| 3.  | Ukraine    | 10  | 5 | 2 | 3 | 013:900 | +4    | 17     |
| 4.  | Türkei     | 10  | 4 | 3 | 3 | 014:130 | +1    | 15     |
| 5.  | Finnland   | 10  | 2 | 3 | 5 | 009:130 | −4    | 09     |
| 6.  | Kosovo     | 10  | 0 | 1 | 9 | 003:240 | −21   | 01     |

## Vorbereitung

### Spiele
| Datum             | Ergebnis | Gegner     | Austragungsort    | Isländische Torschützen |
| ----------------- | -------- | ---------- | ----------------- | --- |
| 8. November 2017  | 1:2      | Tschechien | Doha              | Kjartan Finnbogason |
| 14. November 2017 | 1:1      | Katar      | Doha              | Viðar Kjartansson |
| 11. Januar 2018   | 6:0      | Indonesien | Sleman            | Andri Rúnar Bjarnason (30.), Kristján Finnbogason (47.), Óttar Magnús Karlsson (66.), Tryggvi Hrafn Haraldsson (69.), Hjörtur Hermannsson (80.), Hólmar Eyjólfsson (82.) |
| 14. Januar 2018   | 4:1      | Indonesien | Jakarta           | Albert Guðmundsson (45., 66./Elfmeter, 72.), Arnór Smárason (59.) |
| 23. März 2018     | 0:3      | Mexiko     | Santa Clara (USA) | |
| 27. März 2018     | 1:3      | Peru       | Harrison (USA)    | Jón Guðni Fjóluson (22.) |
| 2. Juni 2018      | 2:3      | Norwegen   | Reykjavík         | Alfreð Finnbogason (30./Elfmeter), Gylfi Sigurðsson (70.) |
| 7. Juni 2018      | 2:2      | Ghana      | Reykjavík         | Kári Árnason (6.), Alfreð Finnbogason (40.) |

Anmerkungen:
- Kursiv gesetzte Mannschaften sind nicht für die WM qualifiziert
- Bei den Spielen gegen Indonesien wurden nur Arnór Ingvi Traustason und Ólafur Ingi Skúlason aus dem Kreis der Spieler eingesetzt, die in der WM-Qualifikation zum Einsatz kamen.

### Quartier
Teamquartier war das „Resort Centre Nadezhda“ in Gelendschik, wo die Mannschaft im Olymp Stadium trainierte.

## Kader
Der Kader wurde am 11. Mai bekannt gegeben. Zudem wurde eine Liste mit 12 Reservespielern aufgestellt.  Mit „*“ markierte Spieler standen auch im Kader für die EM 2016, der ersten Turnierteilnahme der Isländer.
| Pos.       | Nr.! ! Name | Verein                     | Geburts- datum        | Länderspiel- einsätze | Länderspiel- tore | Debüt | Letzter Einsatz | Anzahl der Spiele | Tor | Gelbe Karte | Gelb-Rote Karte | Rote Karte |  |
| ---------- | ----------- | -------------------------- | --------------------- | --------------------- | ----------------- | ----- | --------------- | ----------------- | --- | ----------- | --------------- | ---------- |  |
| Tor        | 12          | Frederik Schram            | FC Roskilde           | 19.01.1995            | 4                 | 0     | 2017            | 02.06.2018        |     |             |                 |            |  |
| Tor        | 01          | Hannes Þór Halldórsson*    | Randers FC            | 27.04.1984            | 49                | 0     | 2011            | 07.06.2018        | 3   |             |                 |            |  |
| Tor        | 13          | Alex Rúnarsson             | FC Nordsjælland       | 18.02.1995            | 3                 | 0     | 2017            | 23.03.2018        |     |             |                 |            |  |
| Abwehr     | 23          | Ari Freyr Skúlason*        | Sporting Lokeren      | 14.05.1987            | 56                | 0     | 2009            | 07.06.2018        | 2   |             |                 |            |  |
| Abwehr     | 02          | Birkir Már Sævarsson*      | Valur Reykjavík       | 11.11.1984            | 79                | 1     | 2007            | 27.03.2018        | 3   |             | 1               |            |  |
| Abwehr     | 15          | Hólmar Örn Eyjólfsson      | Lewski Sofia          | 06.08.1990            | 10                | 1     | 2012            | 07.06.2018        |     |             |                 |            |  |
| Abwehr     | 18          | Hörður Björgvin Magnússon* | Bristol City          | 11.02.1993            | 16                | 2     | 2014            | 02.06.2018        | 3   |             |                 |            |  |
| Abwehr     | 14          | Kári Árnason*              | FC Aberdeen           | 13.10.1982            | 67                | 5     | 2005            | 07.06.2018        | 2   |             |                 |            |  |
| Abwehr     | 06          | Ragnar Sigurðsson*         | FK Rostow             | 19.06.1986            | 77                | 3     | 2007            | 07.06.2018        | 3   |             |                 |            |  |
| Abwehr     | 03          | Samúel Kári Friðjónsson    | Vålerenga Oslo        | 22.02.1996            | 4                 | 0     | 2018            | 02.06.2018        |     |             |                 |            |  |
| Abwehr     | 05          | Sverrir Ingi Ingason*      | FK Rostow             | 05.08.1993            | 20                | 3     | 2014            | 07.06.2018        | 2   |             |                 |            |  |
| Mittelfeld | 21          | Arnór Ingvi Traustason*    | Malmö FFM             | 30.04.1993            | 19                | 5     | 2015            | 07.06.2018        | 1   |             |                 |            |  |
| Mittelfeld | 17          | Aron Gunnarsson*           | Cardiff City↑         | 22.04.1989            | 77                | 2     | 2008            | 23.03.2018        | 3   |             |                 |            |  |
| Mittelfeld | 08          | Birkir Bjarnason*          | Aston Villa           | 27.05.1988            | 67                | 9     | 2010            | 07.06.2018        | 3   |             |                 |            |  |
| Mittelfeld | 20          | Emil Hallfreðsson*         | Udinese Calcio        | 29.06.1984            | 64                | 1     | 2005            | 07.06.2018        | 2   |             | 1               |            |  |
| Mittelfeld | 10          | Gylfi Sigurðsson*          | FC Everton            | 08.09.1989            | 56                | 17    | 2010            | 07.06.2018        | 3   | 1           |                 |            |  |
| Mittelfeld | 07          | Jóhann Berg Guðmundsson*   | FC Burnley            | 27.10.1990            | 67                | 6     | 2008            | 07.06.2018        | 2   |             |                 |            |  |
| Mittelfeld | 16          | Ólafur Ingi Skúlason       | Kardemir Karabükspor↓ | 01.04.1983            | 36                | 1     | 2003            | 07.06.2018        |     |             |                 |            |  |
| Mittelfeld | 19          | Rúrik Gíslason             | SV Sandhausen         | 25.02.1988            | 47                | 3     | 2009            | 07.06.2018        | 2   |             |                 |            |  |
| Sturm      | 04          | Albert Guðmundsson         | PSV EindhovenM        | 15.06.1997            | 5                 | 3     | 2017            | 02.06.2018        |     |             |                 |            |  |
| Sturm      | 11          | Alfreð Finnbogason*        | FC Augsburg           | 01.02.1989            | 47                | 13    | 2010            | 07.06.2018        | 3   | 1           | 1               |            |  |
| Sturm      | 09          | Björn Bergmann Sigurðarson | FK Rostow             | 26.02.1991            | 13                | 1     | 2011            | 07.06.2018        | 3   |             |                 |            |  |
| Sturm      | 22          | Jón Daði Böðvarsson*       | FC Reading            | 25.05.1992            | 38                | 2     | 2012            | 07.06.2018        | 1   |             |                 |            |  |
| Trainer    |             | Heimir Hallgrímsson        |                       | 10.06.1967            |                   |       | 2016            |                   |     |             |                 |            |  |

Anmerkungen:
1. ↑  Nummern gemäß offizieller Kaderliste (Memento des Originals vom 5. Juni 2018 im Internet Archive)  Info: Der Archivlink wurde automatisch eingesetzt und noch nicht geprüft. Bitte prüfe Original- und Archivlink gemäß Anleitung und entferne dann diesen Hinweis.
2. ↑  Kursiv gesetzte Vereine spielen in der Saison vor oder während der WM in der 2. Liga ihres Landes, M = Meister im WM-Jahr, P = Pokalsieger im WM-Jahr, ↑ = Verein spielt in der nächsten Saison in der 1. Liga, ↓ = Verein spielt in der nächsten Saison in der 2. Liga
3. 1 2  Stand: 7. Juni 2018.

## Endrunde

### Gruppenauslosung
Für die Auslosung der Qualifikationsgruppen am 1. Dezember war Island Topf 3 zugeordnet und trifft in der Gruppe D auf Vizeweltmeister Argentinien, Qualifikationsgegner Kroatien und Nigeria.  Gegen Kroatien hat Island bisher sechsmal gespielt, jeweils zwei Spiele in den Qualifikationen für die Weltmeisterschaften 2006, 2014, 2018. Davon wurde das letzte gewonnen, davor wurden vier Spiele verloren und eins endete remis. Gegen Nigeria gab es ein Spiel, das 1981 mit 3:0 gewonnen wurde. Auf Argentinien traf Island bei der WM zum ersten Mal.

### Spiele der Gruppenphase / Gruppe D
| Pl. | Land        | Sp. | S | U | N | Tore    | Diff. | Punkte |
| --- | ----------- | --- | - | - | - | ------- | ----- | ------ |
| 1.  | Kroatien    | 3   | 3 | 0 | 0 | 007:100 | +6    | 09     |
| 2.  | Argentinien | 3   | 1 | 1 | 1 | 003:500 | −2    | 04     |
| 3.  | Nigeria     | 3   | 1 | 0 | 2 | 003:400 | −1    | 03     |
| 4.  | Island      | 3   | 0 | 1 | 2 | 002:500 | −3    | 01     |

| Sa., 16. Juni 2018, 16:00 Uhr (15:00 Uhr MESZ) in Moskau (Spartak-Stadion) |   |          |           |                         |
| Argentinien                                                                | – | Island   | 1:1 (1:1) | 23′ Finnbogason         |
| Fr., 22. Juni 2018, 18:00 Uhr (17:00 Uhr MESZ) in Wolgograd                |   |          |           |                         |
| Nigeria                                                                    | – | Island   | 2:0 (0:0) |                         |
| Di., 26. Juni 2018, 21:00 Uhr (20:00 Uhr MESZ) in Rostow am Don            |   |          |           |                         |
| Island                                                                     | – | Kroatien | 1:2 (0:0) | 76′/Elfmeter Sigurðsson |